# Tatabánya
Tatabánya (em alemão, Totiserkolonie) é uma cidade e um condado urbano (megyei jogú város em húngaro) da Hungria. Tatabánya é a capital do condado de Komárom-Esztergom, está situada a oeste de Budapeste.
Tatabánya, com cerca de 72000 habitantes, situa-se na região central Transdanubiana da Hungria, na rota de transportes Viena-Budapeste. A cidade foi fundada em 1947 através da união de quatro antigas vilas. Tatabánya tronou-se uma das mais importantes áreas industriais de carvão, (alumínio) e indústrias de cimento, mecânica e alimentar, na segunda metade do século XX. Atualmente não existem minas em produção. 